# Struga (Sveti Đurđ)
Struga falu Horvátországban, Varasd megyében. Közigazgatásilag Sveti Đurđhoz tartozik.

## Fekvése
Varasdtól 25 km-re keletre, községközpontjától 4 km-re északkeletre a Dráva jobb partján fekszik.

## Története
A település 1464-ben már ezen a néven szerepel a ludbregi uradalom falvai között. Története során végig a szentgyörgyi plébániához tartozott. Az 1680-as egyházi vizitáció szerint 20 ház állt a faluban.
1857-ben 495, 1910-ben 829 lakosa volt. 1920-ig Varasd vármegye Ludbregi járásához tartozott. 2001-ben 140 háza és 537 lakosa volt.

## Nevezetességei
- Szent Borbála tiszteletére szentelt kápolnája.
- Szenvedő Krisztus-oszlop.

## Külső hivatkozások
- A község hivatalos oldala
- A Szent György plébánia honlapja